# مايك أمان
مايك أمان (بالإنجليزية: Mike Ammann)‏ هو لاعب كرة قدم أمريكي، ولد في 8 فبراير 1971 في أورانج في الولايات المتحدة. لعب مع تشارلتون أثلتيك ودي.سي. يونايتد وسبورتينغ كانساس سيتي ونيويورك ريد بولز.

## وصلات خارجية
- مايك أمان على موقع الدوري الأمريكي (الإنجليزية)
- مايك أمان على موقع قاعدة بيانات كرة القدم.إي يو (الإنجليزية)